# Бусманс, Филипп
Филипп Бусманс (нидерл. Philippe Boesmans; 17 мая 1936, Тонгерен, Лимбург — 10 апреля 2022, Брюссель) — бельгийский композитор.

## Биография
Окончил консерваторию в Льеже по классу фортепиано, но отказался от карьеры пианиста. Композицию осваивал самоучкой. Посещал Международные летние курсы новой музыки в Дармштадте. С 1971 года был связан с Центром музыкальных исследований в Льеже, руководимым Анри Пуссёром, и льежской Студией электронной музыки.
С 1985 жил в Брюсселе.

## Избранные произведения

### Оперы
- Страсти по Пьеро/ La Passion de Gilles (1983, либретто Пьера Мертенса)
- Хоровод/ Reigen (1993, либретто Люка Бонди по Шницлеру)
- Зимняя сказка/ Wintermärchen (1999, либретто Люка Бонди по Шекспиру)
- Жюли/ Julie (2004, либретто Люка Бонди по пьесе Стриндберга «Фрёкен Юлия»)
- Ивонна, принцесса Бургундская/ Yvonne, princesse de Bourgogne (2009, по Гомбровичу)
- Поппея и Нерон/ Poppea e Nerone (2012, новая оркестровка оперы Монтеверди Коронация Поппеи)
- На краю света/ Au monde (30 марта 2014; Театр ла Монне, Брюссель)

### Другие сочинения
- Explosives для арфа и 10 инструментов (1968)
- Upon La-Mi для голоса, хора и инструментального ансамбля (1970, премия Италия)
- Fanfare II для органа (1972)
- Концерт для фортепиано и оркестра (1978)
- Концерт для скрипки и оркестра (1979)
- Conversions для оркестра (1980)
- Trakl-lieder для сопрано и оркестра (1987—1989, на стихи Георга Тракля)
- Струнный квартет № 1 (1988)
- Surfing для альта и оркестра (1990)
- Daydreams для маримбы (1991)
- Love and Dance Tunes для баритона и фортепиано (1993, на сонеты Шекспира)
- Summer Dreams, струнный квартет № 2 (1994)
- Ornamented Zone для кларнета, альта, виолончели и фортепиано (1995—1996)
- L’eau douce du pardon для голоса и камерного оркестра (2001—2002, на стихи Рильке)

## Признание
Премия Онеггера за совокупность созданного (2000) и др. награды.